# Sociolingvistik
Sociolingvistik är en språkvetenskaplig gren som intresserar sig för språk och samhälle och gränssnittet dem emellan. Särskilt betonas det talade och skrivna språkets sociala och kulturella inbäddning, samt dess variation och förändring. Ett slags utgångspunkt är att språk på en och samma gång reflekterar och formar samhället.
Sociolingvistikens tidiga år, från 1960-talet och framåt, präglades av ett språkcentrerat fokus, där uppmärksamhet ofta fästes vid hur språklig interaktion varierar på basis av bland annat klass, kön, etnicitet, ålder och geografisk härkomst. Under senare år har detta fokus breddats med en mer samhällsfokuserad ansats, där språkets roll i sociala processer står i förgrunden. Här kombineras ofta närstudier av hur människor använder språk med större frågor om globalisering, flerspråkighet eller teknologins inverkan på människors kommunikation. Andra exempel på nyare inriktningar är språkliga landskap, exempelvis om språks synlighet i offentliga rum, och språkideologiska samhällsdebatter, exempelvis om specifika grupper och deras sätt att använda språk. 
Som vetenskapsgren är sociolingvistiken mycket nära besläktad med det vetenskapsfält som kallas för språksociologi. De två grenarna behandlas ibland synonymt, inte minst utifrån den definition som gjorts av Svenska Akademien, men det är också möjligt att betrakta sociolingvistiken och språksociologin som två skilda vetenskaper, då sett till framväxt, traditioner och förgrundsfigurer. Till sociolingvistikens förgrundsfigurer internationellt hör William Labov, medan språksociologins motsvarighet kan sägas vara Joshua Fishman. I Sverige räknas ofta Bengt Nordberg (1936-2019) som en tidig sociolingvist.